# Filmes de 1934 da RKO Pictures

## A RKO em 1934

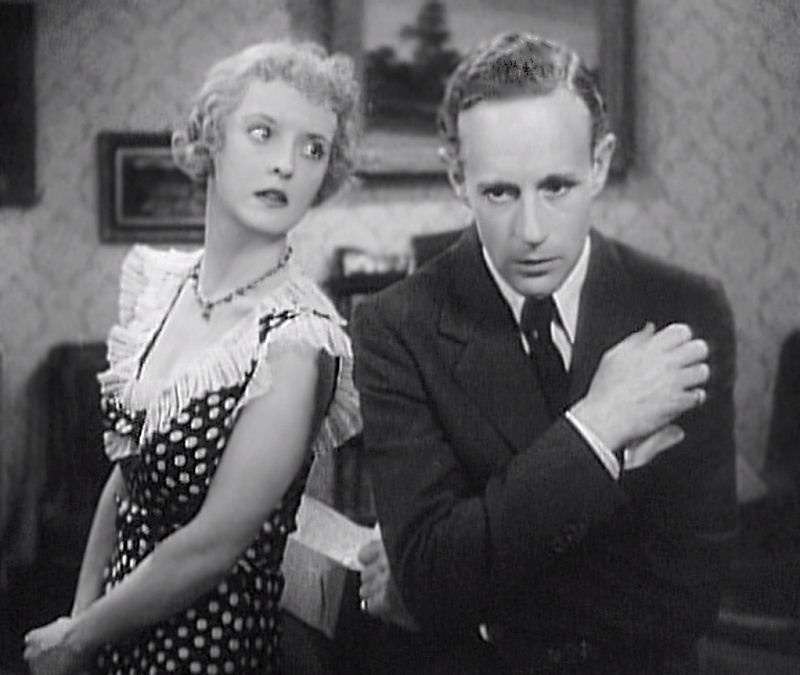
Bette Davis e Leslie Howard em Of Human Bondage, um dos lançamentos de prestígio da RKO em 1934

Após sair novamente de licença para cuidar da saúde, Merian C. Cooper finalmente renunciou a seu cargo em maio, não sem antes concordar em produzir dois filmes importantes para a companhia: She e The Last Days of Pompeii. Pando S. Berman, que ficara em seu lugar como chefe de produção, acabou defenestrado do posto em junho, graças a novas e profundas alterações na estrutura interna do estúdio. B. B. Kahane, que já ocupara a presidência e que a essa altura estava às voltas com uma subsidiária chamada RKO Studios, aceitou o cargo relutantemente. De imediato, ele introduziu o conceito de "unidade de produção", em que pequenas equipes ficariam responsáveis por um determinado número de filmes. Por essa época, a revista Time chamou a RKO de "o estúdio mais mal administrado de Hollywood", mas alguns resultados foram muito positivos.
Em 1934, a RKO lançou 44 filmes. Os maiores sucessos junto às bilheterias foram The Gay Divorcee, Anne of Green Gables e The Silver Streak. Dois novos diretores de talento, ambos vindos do departamento de curtas-metragens, ganharam notoriedade: Mark Sandrich e George Stevens. The Gay Divorcee recebeu 5 indicações ao Oscar, tendo ganhado na categoria de Melhor Canção. The Richest Girl in the World e The Lost Patrol (o primeiro filme de John Ford no estúdio), também receberam indicações, enquanto La Cucaracha ganhou a estatueta de Melhor Curta-Metragem (Comédia).
Mais uma vez, o balanço anual apresentou prejuízo, ainda que pequeno: $310.575.

## Prêmios Oscar
Sétima cerimônia, com os filmes lançados em Los Angeles no ano de 1934
| Filme                         | Indicações                                                                                   | Premiações                      |
| ----------------------------- | -------------------------------------------------------------------------------------------- | ------------------------------- |
| La Cucaracha                  | Melhor Curta-Metragem (Comédia)                                                              | Melhor Curta-Metragem (Comédia) |
| The Gay Divorcee              | Melhor Filme Melhor Direção de Arte Melhor Trilha Sonora Melhor Mixagem de Som Melhor Canção | Melhor Canção                   |
| The Lost Patrol               | Melhor Trilha Sonora                                                                         | ---                             |
| The Richest Girl in the World | Melhor História Original                                                                     | ---                             |

## Outras premiações
- The Lost Patrol foi incluído pelo National Board of Review em sua lista das dez melhores produções do ano.

## Os filmes do ano
| Título original               | Título PT/BR                 | Título PT/PT                | Astros                                 | Diretor                           |
| ----------------------------- | ---------------------------- | --------------------------- | -------------------------------------- | --------------------------------- |
| Adventure Girl                |                              |                             | Joan Lowell, Ula Holt                  | Herman C. Raymaker                |
| The Age Of Innocence          | No Tempo da Inocência        |                             | Irene Dunne, John Boles                | Philip Moeller                    |
| Anne of Green Gables          |                              |                             | Anne Shirley, Tom Brown                | George Nichols Jr.                |
| Bachelor Bait                 |                              |                             | Stuart Erwin, Rochelle Hudson          | George Stevens                    |
| By Your Leave                 |                              |                             | Frank Morgan, Genevieve Tobin          | Lloyd Corrigan                    |
| Cockeyed Cavaliers            | Os Bambas da Idade Média     | Cavaleiros de Capa e Espada | Bert Wheeler, Robert Woolsey           | Mark Sandrich                     |
| The Crime Doctor              |                              |                             | Otto Kruger, Karen Morley              | John S. Robertson                 |
| Dangerous Corner              | Esquina Perigosa             |                             | Virginia Bruce, Conrad Nagel           | Phil Rosen                        |
| Down to Their Last Yacht      |                              |                             | Mary Boland, Polly Moran               | Paul Sloane                       |
| Finishing School              | Escola de Elegância          |                             | Frances Dee, Billie Burke              | George Nichols Jr., Wanda Tuchock |
| The Fountain                  | Idílio Proibido              |                             | Ann Harding, Brian Aherne              | John Cromwell                     |
| The Gay Divorcee              | A Alegre Divorciada          | A Alegre Divorciada         | Fred Astaire, Ginger Rogers            | Mark Sandrich                     |
| Gridiron Flash                |                              |                             | Eddie Quillan, Betty Furness           | Glenn Tryon                       |
| Hat, Coat and Glove           |                              |                             | Ricardo Cortez, Barbara Robbins        | Worthington Miner                 |
| Hips, Hips Hooray             | Hip, Hipie, Hurrah           | Hip! Hip! Hurrah!           | Bert Wheeler, Robert Woolsey           | Mark Sandrich                     |
| His Greatest Gamble           | A Sedução do Jogo            |                             | Richard Dix, Dorothy Wilson            | John S. Robertson                 |
| Keep 'Em Rolling              | Sempre Fiel                  |                             | Walter Huston, Frances Dee             | George Archainbaud                |
| Kentucky Kernels              | Em Palpos de Aranha          |                             | Bert Wheeler, Robert Woolsey           | George Stevens                    |
| Let's Try Again               |                              |                             | Diana Wynyard, Clive Brook             | Worthington Miner                 |
| The Life of Vergie Winters    | Amor Proibido                |                             | Ann Harding, John Boles                | Alfred Santell                    |
| Lightning Strikes Twice       |                              |                             | Ben Lyon, Thelma Todd                  | Ben Holmes                        |
| The Little Minister           | Sangue Cigano                |                             | Katharine Hepburn, John Beal           | Richard Wallace)                  |
| Long Lost Father              |                              |                             | John Barrymore, Helen Chandler         | Ernest B. Schoedsack              |
| The Lost Patrol               | A Patrulha Perdida           | A Patrulha Perdida          | Victor McLaglen, Boris Karloff         | John Ford                         |
| Man of Two Worlds             |                              |                             | Francis Lederer, Elissa Landi          | J. Walter Ruben                   |
| The Meanest Gal in Town       |                              |                             | ZaSu Pitts, Pert Kelton                | Russell Mack                      |
| Murder on the Blackboard      |                              |                             | Edna May Oliver, James Gleason         | George Archainbaud                |
| Of Human Bondage              | Escravos do Desejo           | Escravos do Desejo          | Leslie Howard, Bette Davis             | John Cromwell                     |
| Red Morning                   |                              |                             | Steffi Duna, Regis Toomey              | Wallace Fox                       |
| The Richest Girl in the World | A Pequena Mais Rica do Mundo | A Vénus Loira               | Miriam Hopkins, Joel McCrea            | William A. Seiter                 |
| The Silver Streak             |                              | A Flecha de Prata           | Sally Blane, Charles Starrett          | Thomas Atkins                     |
| Sing and Like It              | Canto Chorado                |                             | ZaSu Pitts, Pert Kelton                | William A. Seiter                 |
| Spitfire                      | A Mística                    |                             | Katharine Hepburn, Robert Young        | John Cromwell                     |
| Stingaree                     | Stingaree, O Bandido do Amor | Bandoleiro do Amor          | Irene Dunne, Richard Dix               | William A. Wellman                |
| Strictly Dynamite             | Dinamite e Nada Mais         |                             | Jimmy Durante, Lupe Velez              | Elliott Nugent                    |
| Success at Any Price          | Paixão do Dinheiro           |                             | Douglas Fairbanks Jr., Genevieve Tobin | J. Walter Ruben                   |
| Their Big Moment              | Seu Grande Momento           |                             | ZaSu Pitts, Slim Summerville           | James Cruze                       |
| This Man Is Mine              | Este Homem É Meu             |                             | Irene Dunne, Constance Cummings        | John Cromwell                     |
| Two Alone                     | Sós no Mundo                 |                             | Jean Parker, Tom Brown                 | Elliott Nugent                    |
| We're Rich Again              |                              |                             | Edna May Oliver, Billie Burke          | William A. Seiter                 |
| Wednesday's Child             |                              | Os Filhos do Divórcio       | Karen Morley, Edward Arnold            | John S. Robertson                 |
| Where Sinners Meet            |                              |                             | Diana Wynyard, Clive Brook             | J. Walter Ruben                   |
| Wild Cargo                    |                              |                             | Documentário                           | Armand Denis                      |
| Woman in the Dark             | A Caprichosa                 |                             | Fay Wray, Ralph Bellamy                | Phil Rosen                        |